# Козловка (Белгородская область)
Козловка — село в Волоконовском районе Белгородской области России. Входит в состав городского поселения посёлок Пятницкое.

## География
Расположено на левом берегу реки Оскол (бассейна Дона), в 5,75 км по прямой к юго-юго-западу от районного центра Волоконовки. С севера село практически примыкает к посёлку Пятницкое, с которым образует единое городское поселение.

## Население
| 2002 | 2010 | 2012 | 2013 | 2014 | 2015 | 2016 | 2017 | 2018 |
| ---- | ---- | ---- | ---- | ---- | ---- | ---- | ---- | ---- |
| 158  | ↘150 | ↘146 | ↘141 | ↘136 | ↘133 | ↘131 | ↘130 | →130 |
| 2019 | 2020 | 2021 |      |      |      |      |      |      |
| ↘127 | ↘121 | ↗124 |      |      |      |      |      |      |